# Venezillo albescens
Venezillo albescens is een pissebed uit de familie Armadillidae. De wetenschappelijke naam van de soort is voor het eerst geldig gepubliceerd in 1909 door Gustav Budde-Lund.